# Ruanda en los Juegos Olímpicos de la Juventud 2018
Ruanda participó en los Juegos Olímpicos de la Juventud 2018 en Buenos Aires, Argentina, del 6 al 18 de octubre de 2018. Su delegación estuvo conformada por tres atletas en dos disciplinas. No obtuvo medallas en las justas.

## Medallero
| Presea        | Medalla de oro | Medalla de plata | Medalla de bronce | Total |
| ------------- | -------------- | ---------------- | ----------------- | ----- |
| TOTAL OFICIAL | 0              | 0                | 0                 | 0     |

## Disciplinas

### Atletismo
Ruanda clasificó a un atleta en esta disciplina.
- Individual masculino - Aime Phraditte Bakunzi

### Voleibol playa
Ruanda clasificó a su equipo femenino de voleibol playa.
- Equipo femeninos - 1 equipo de 2 atletas